# Всероссийский государственный центр качества и стандартизации лекарственных средств для животных и кормов
Всероссийский государственный Центр качества и стандартизации лекарственных средств для животных и кормов (ФГБУ «ВГНКИ») — научно-исследовательский институт Россельхознадзора, занимающийся контролем качества лекарственных средств для ветеринарного применения и кормовых добавок. Центр является участником российской национальной системы обеспечения безопасности пищевой продукции, а также основным органом по сертификации ветеринарных препаратов

## История Института

### 1931—1944 гг.
Государственный Всесоюзный институт по контролю ветеринарных препаратов (впоследствии — ВГНКИ) создан в 1931 году в соответствии с Постановлением коллегии Народного комиссариата земледелия СССР. Главной целью организации Института было создание эффективной системы государственного контроля качества биопрепаратов, предназначенных для использования в ветеринарии и животноводстве. Одним из основоположников ВГНКИ стала знаменитый советский ученый-микробиолог Фанни Ильинична Каган.
Институт неоднократно менял названия: см. пункт 1.5.
В начале XX века в Российской империи не было массового промышленного производства биопрепаратов для животных. После Октябрьской революции государство, которое находилось в сложном экономическом положении, нуждалось в развитии животноводства. С 1930 года начато строительство крупных биофабрик и биокомбинатов по производству вакцин, сывороток и диагностических препаратов. Создана новая отрасль в ветеринарии — биопромышленность, для обеспечения которой требовались квалифицированные специалисты. Кроме того, создание новой отрасли в ветеринарно-биологической промышленности требовало составления единых методик по изготовлению и контролю биопрепаратов для ветеринарного применения.
Эти предпосылки послужили основанием для появления нового института, в 1933 году переименованного в Государственный научно-контрольный институт ветеринарных препаратов (ГНКИ). Институт должен был обеспечивать контроль всех прививочных средств, поступающих в ветеринарную практику; поддержание, проверку и рассылку производственным учреждениям штаммов микроорганизмов и матриксов, служащих основным посевным материалом, а также разработку единых стандартов по изготовлению, контролю и применению биопрепаратов. Кроме того, одной из обязанностей сотрудников Института было создание новых препаратов и совершенствование существующих.
Изначально Институт включал семь структурных подразделений: отделы по контролю вакцин, сывороток, диагностических препаратов, препаратов против фильтрующихся вирусов, анаэробных и сибиреязвенных препаратов, а также отдел питательных сред и реактивов. Большинство научных сотрудников Института были молодыми учеными, многие из которых проработали в учреждении долгие годы.
Штат Института постепенно увеличивался. В 1934 году здание Института располагалось на территории Кузьминок. В тот год были созданы лаборатория паратифозно-лептоспирозных биопрепаратов и биохимическая лаборатория, а в 1937 году — лаборатория по контролю химиотерапевтических препаратов. При всех биофабриках были созданы контрольные лаборатории ГНКИ. Согласно постановлению Совета Народных Комиссаров СССР от 1936 года, все организации, выпускающие в стране бактерийные препараты для сельскохозяйственных животных, должны были регистрироваться в ГНКИ, а продукция их проходить в Институте систематическую контрольную проверку. Система контроля позволила в короткие сроки повысить качество выпускаемой продукции. Если в первый год существования института брак достигал 42 %, то в 1934 году он был снижен до 16,7 %, а в 1940 году в среднем составлял 1,5-3,0 %.
В 1938 году Фанни Ильинична Каган была репрессирована по обвинению в распространении инфекционной анемии лошадей. В 1939 году она была реабилитирована и вернулась в Институт на должность заместителя директора.

### Годы Великой Отечественной войны
В годы войны Сотрудники Института были командированы в разные регионы СССР для контроля работы биофабрик, поставляющих биопрепараты для ветеринарной службы Красной армии.
В годы Великой Отечественной войны более половины биофабрик страны, производивших 65 % биопрепаратов для животных, были разрушены. Несмотря на это, животноводство обеспечивалось биопрепаратами бесперебойно, а к началу 1952 года производственная мощность предприятий в основном была восстановлена.
Е. К. Волик во время войны организовал новую биофабрику в Казани, а потом руководил ею; С. Г. Колесов руководил работой Омской биофабрики. Ф. И. Каган на Приволжской биофабрике организовала производство противостолбнячных биопрепаратов для лошадей, препаратов против газовой гангрены и сыворотки против эмфизематозного карбункула для нужд Красной Армии. А. Г. Малявин был командирован на биокомбинат Сангино — в Монголию, М. А. Бабич — в Алма-Ату. многие сотрудники ГНКИ получили ордена и медали, в том числе «За доблестный труд в Великой Отечественной войне».

### 1945—1990 гг.
В 1946 г. Институт отметил юбилей — 15-летие. Были подведены первые итоги работы ГНКИ. К тому времени сотрудники Института выполнили более 200 научных работ и опубликовали 115 статей в медицинских, ветеринарных и биологических журналах. 10 научных сотрудников ГНКИ защитили диссертации кандидатов ветеринарных наук и один сотрудник стал доктором ветеринарных наук. За 15 лет было издано 2 сборника трудов и руководство по производству и контролю ветеринарных препаратов.
В послевоенные годы сотрудники института активно участвовали в восстановлении разрушенных биологических предприятий, подготовке новых кадров врачей-микробиологов. Значительный вклад в создание биологической промышленности и системы ветеринарного контроля в послевоенное время внесли сотрудники института: Н. В. Лихачев, Я. Р. Коваленко, Ф. И. Каган, А. Х. Саркисов, С. Г. Колесов, М. А. Бабич, М. М. Иванов, Е. К. Волик, А. Г. Малявин, Н. М. Никифорова, П. М. Базылев, Г. Д. Глуховцев.
В 50 — 60 гг. XX века в Институте были организованы противоэпизоотические экспедиции по борьбе с ящуром (начальник Ростовцева И. А.) [3] и по изучению болезней птиц (начальник А. С. Митропольский).
В ходе противоящурной экспедиции научные сотрудники института проверили более 1700 штаммов вируса ящура, из которых более 800 были отнесены к типу О, более 600 — к типу А. Как сообщает И. А. Ростовцева в научной статье по результатам экспедиции, опубликованной в 1962 году, вирус ящура типов O и А в указанный период встречался в СССР смешанно в одних и тех же зонах, в основном в азиатской части страны и в Казахстане.
Л. В. Кирилловым под руководством М. М. Иванова разработан метод изготовления туберкулина единого для крупного рогатого скота и птиц. Осуществлена разработка и внедрение в практику сухой бруцеллезной вакцины из штамма 19.
С. Г. Колесовым, Н. А. Михайловым, Ю. Ф. Борисовичем разработана ГОА-вакцина ВГНКИ против сибирской язвы.
А. Г. Малявиным предложены и внедрены методы получения сыворотки против паратифа поросят с использованием формол-квасцового антигена и получения бивалентной сыворотки против паратифа и колибациллеза телят.
В 1959 г. в Институте впервые в ветеринарной практике в стране создана лаборатория тканевых культур. Освоен метод культивирования тканей и выращивания на них вирусов ящура, чумы свиней, оспы овец и птиц (В. П. Назаров, Г. Ф. Шеманова, С. Д. Орлов, Н. И. Троценко).
В 1964 г. в Институте была открыта аспирантура для подготовки ученых по шести специальностям: биохимия (03.00.04), вирусология (03.00.06), ветеринарная микробиология, эпизоотология, микология с микотоксикологией и иммунология (16.00.03), ветеринарная фармакология с токсикологией (16.00.04), ветеринарное акушерство и биотехника репродукции животных (16.00.07).
В марте 1971 г. состоялась научно-производственная конференция, посвященная 40-летию ГНКИ ветеринарных препаратов МСХ СССР.
В 1973 г. за создание вакцины против трихофитии крупного скота (вакцина ТФ-130) авторскому коллективу была присуждена Государственная премия.
В 1976 г. для повышения эффективности контрольной работы и приближения контролеров к производственным предприятиям в Институте организовали 8 зональных научно-контрольных лабораторий: Восточносибирскую (г. Красноярск); Кавказскую (г. Баку); Северо-Западную (г. Каунас), Сибирскую (г. Курган), Среднеазиатскую (г. Фрунзе), Украинскую (г. Киев), Центральную (г. Тамбов) — которые возглавляли З. К. Аугутавичус, кандидаты наук А. В Зинченко, Р. К. Сафаров, Б. М. Аристов, И. В. Менгель, Е. М. Дудин, А. У. Убашев.
В 1977 г. в ВГНКИ уже функционировали более 35 подразделений с общим количеством 465 человек, из них 254 научных сотрудников, в том числе 1 академик Всесоюзной академии сельскохозяйственных наук имени В. И. Ленина (ВАСХНИЛ, Лихачев Н. В.), 14 докторов наук и 124 кандидата наук. Научной работой руководил зам. директора — А. В. Селиванов, контрольной работой — Н. Ф. Чуклов.
В 1988 г. в институте образован специализированный диссертационный совет по защите докторских и кандидатских диссертаций. В этом же году организован украинский филиал ВГНКИ — Западно-Украинская зональная научно-контрольная лаборатория в г. Львове. На должность исполняющего обязанности заведующего указанной лаборатории назначен Косенко М. В.

### 1991 — 2000 гг.
После распада СССР многие российские биофабрики обанкротились. Из 14 производств в РФ остались 5. К производству подключились ветеринарные бактериологические институты и лаборатории. Появилось много предприятий малого бизнеса, которые производили препараты без надлежащей документации. Иногда импортные и отечественные препараты поставлялись непосредственно покупателю, минуя контрольные органы. Организованная в прошлые годы система контроля оказалась недостаточно эффективной. В связи с этим была создана новая система, включающая лицензию предприятий, регистрацию и сертификацию продукции, выпускаемой и реализуемой на территории РФ.
В 1991 г. директором Института становится Панин Александр Николаевич.
С 1993 г. в соответствии с приказом Госстандарта и Минсельхозпрода России у ВГНКИ появилось новое направление деятельности: сертификация ветеринарных препаратов. В 1994 г. Институт был аккредитован Госстандартом РФ как орган по сертификации и независимый Испытательный Центр. Появилась должность зам. директора института по сертификации и стандартизации, которую представил А. Д. Третьяков.
С 1995 г. все поступающие на территорию РФ лекарственные средства для ветеринарного применения, а также корма и кормовые добавки должны были проходить регистрацию в ВГНКИ.
В 1996 г. на базе Института создана «Всероссийская коллекция штаммов микроорганизмов, используемая в ветеринарии и животноводстве». В год создания в коллекции хранилось около 3000 штаммов бактерий, хламидий, вирусов и грибов, из них 800 — производственных.
К 70-летнему юбилею 2001 г.) в составе ВГНКИ функционировали 14 крупных отделов и лабораторий. В Институте работали: 1 член-корреспондент РАСХН — директор А. Н. Панин, 22 доктора и 108 кандидатов наук, 10 заслуженных деятелей науки и 14 заслуженных ветеринарных врачей РФ.
В начале 2000-х перед институтом были поставлены новые задачи, в том числе мониторинг безопасности пищевой продукции (выявление остаточных количеств лекарственных средств, запрещенных и вредных веществ, ГМО в кормах и продуктах питания). Для решения этих задач назначены дополнительно два заместителя директора по науке — Комаров А. А. и Обухов И. Л. Институт претерпел серьезную структурную перестройку, были организованы новые отделы и лаборатории.
В 2003 г. ВГНКИ был переименован в Федеральное государственное учреждение «Всероссийский государственный Центр качества и стандартизации лекарственных средств для животных и кормов» (ФГУ «ВГНКИ») Федеральной Службы по ветеринарному и фитосанитарному надзору. На базе Института организован Технический комитет по стандартизации (ТК 454) «Охрана жизни и здоровья животных и ветеринарно-санитарная безопасность продуктов животного происхождения и кормов».
В 2005 году ВГНКИ вошёл в структуру Федеральной службы по ветеринарному и фитосанитарному надзору (Россельхознадзора) Министерства сельского хозяйства Российской Федерации.
Экспертиза лекарственных средств по-прежнему является прерогативой ФГБУ «ВГНКИ». В 2010 году создана комиссия экспертов для проведения экспертных исследований и анализа образцов лекарственных средств. Оформлен отдел экспертизы нормативной документации, обеспечивающий установленный порядок государственной регистрации (начальник к.в.н. Н. А. Лагунина).
За время существования отделом проведена экспертиза более 10000 наименований продукции.
ФГБУ «ВГНКИ» стал крупным научно-производственным учреждением, которое руководит системой качестве лекарственных средств для животных, контролирует и обеспечивает безопасность животноводческой продукции, возглавляет систему сертификации ветеринарных препаратов в стране. Это базовое учреждение по обеспечению деятельности Всероссийской коллекции штаммов микроорганизмов, в том числе более 800 производственных штаммов бактерий, хламидий, вирусов и грибов.
Новым направлением деятельности Института стал контроль и мониторинг безопасности пищевых продуктов и кормов. Отдел кормов и кормовых добавок был преобразован в отделение безопасности кормов и пищевых продуктов (заведующий д.б.н., профессор А. А. Комаров), включающий лаборатории безопасности пищевых продуктов, безопасности кормов и кормовых добавок.
В 2006 г. в ВГНКИ сформирован отдел биотехнологии, ставший позднее отделением. Отделение оснащено современным оборудованием и расходными материалами: комплектом приборов для постановки ПЦР и ПЦР в режиме реального времени, секвенаторами, генетическими анализаторами и др.
В настоящее время Институт является крупнейшим в Европе центром по сертификации лекарственных средств ветеринарного назначения, кормов и кормовых добавок.
ФГБУ «ВГНКИ» является Центром Всемирной организации здравоохранения животных (МЭБ) по безопасности пищевых продуктов, диагностике и борьбе с болезнями животных для стран Восточной Европы, Центральной Азии и Закавказья.
Разработанные ФГБУ «ВГНКИ» методики охватывают показатели безопасности, включённые в нормативные документы Таможенного Союза. Благодаря этому появилась методическая база для арбитражного контроля пищевой безопасности. Кроме того, в последние годы учреждением разработаны и аттестованы единственные в стране методики на основе ВЭЖХ и масс-спектрометрии с индуктивно связанной плазмой (ИСП МС).
Впервые в России (с 2005 года) ФГБУ «ВГНКИ» в Евросоюзе получил и ежегодно подтверждает международную аккредитацию по определению антирабических антител в сыворотке крови животных (собак, кошек, домашних хорьков) для контроля эффективности вакцинации против бешенства в соответствии с международными требованиями, установленными в регламенте ЕС № 998/2003.

### Названия учреждения в разное время
В течение своей истории институт неоднократно переименовывался. В разные годы он носил следующие названия:
1933—1934 гг. — Государственный Всесоюзный институт по контролю ветеринарных препаратов НКЗ СССР;
1934—1935 гг. — Центральная контрольная лаборатория по ветбиопрепаратам;
1935—1936 гг. — Центральная контрольная лаборатория по ветеринарным биопрепаратам;
1938—1976 гг. — Государственный научно-контрольный институт ветеринарных препаратов — ГНКИ;
1976—1992 гг. — Всесоюзный государственный научно-контрольный институт ветеринарных препаратов Минсельхоза СССР — ВГНКИ;
1992—1999 гг. — Всероссийский государственный научно-исследовательский институт контроля, стандартизации и сертификации ветеринарных препаратов — ВГНКИ;
2000—2002 гг. — ФГУ «Всероссийский государственный научно-исследовательский институт контроля, стандартизации и сертификации ветеринарных препаратов» — Центр качества ветеринарных препаратов и кормов — ФГУ «ВГНКИ».
2003—2011 гг. — Приказом Министерства СХ РФ институт переименован в федеральное государственное учреждение «Всероссийский государственный Центр качества и стандартизации лекарственных средств для животных и кормов».
2011 г. — Приказом Россельхознадзора от 31 мая 2011 года № 228 переименовано в федеральное государственное бюджетное учреждение «Всероссийский государственный Центр качества и стандартизации лекарственных средств для животных и кормов».

### Руководство
1931—1932 гг. — Болдов Ефим Иванович;
Жигин Григорий Степанович;
Борисов Евгений Михайлович;
Макаров Николай Иванович;
1932—1933 гг. — Доброхотов Алексей Михайлович;
1933—1934 гг. — Дешёвой Виктор Иванович;
1934—1938 гг. — Каган Фанни Ильинична;
1938—1939 гг. — Скориков И. Г.;
Лактионов Адриан Митрофанович;
1939—1944 гг. — Липин Константин Михайлович;
1944—1955 гг. — Коваленко Яков Романович;
1955—1958 гг. — Сюрин Василий Иванович;
1958—1971 гг. — Колесов Семен Георгиевич;
1971—1976 гг. — Бойко Аркадий Аркадиевич;
1976—1990 гг. — Осидзе Дмитрий Федорович
1990—2015 гг. — Панин Александр Николаевич;
2015—2017 гг. — Крамаренко Игорь Васильевич;
2017—2018 гг. — Никулин Вячеслав Вячеславович;
Май 2018 г. — сентябрь 2024 г. — Киш Леонид Карольевич;
сентябрь 2024 г.—н.в. — Антонов Евгений Вячеславович.

## Современные направления деятельности
ФГБУ «Всероссийский государственный Центр качества и стандартизации лекарственных средств для животных и кормов» (ФГБУ «ВГНКИ») — научный, методологический и экспертный центр Федеральной службы по ветеринарному и фитосанитарному надзору (Россельхознадзор).
Является Центром Всемирной организации здравоохранения животных (МЭБ) по пищевой безопасности, диагностике и борьбе с болезнями животных стран Восточной Европы, Центральной Азии и Закавказья.
В ФГБУ «ВГНКИ» разработано подавляющее большинство подтверждающих методик (более 70), применяемых в России для выявления химических загрязнителей в пищевых продуктах и кормах. Данные методики охватывают все группы химических загрязнителей, в том числе стойкие органические вещества и тяжелые металлы.
Среди современных направлений деятельности ВГНКИ (на конец 2018 года):
- Контроль безопасности и качества продовольственного сырья животного происхождения, кормов и кормовых добавок;
- Государственный контроль и мониторинг сырья, кормов и пищевой продукции на ГМО, ДНК жвачных и другие нерецептурные компоненты;
- Государственная регистрация лекарственных средств для ветеринарного применения и мониторинг качества лекарственных средств;
- Экспертиза кормовых добавок с целью их государственной регистрации;
- Инспекция фармацевтических производств на соответствие требованиям Правил надлежащей производственной практики;
- Подтверждение соответствия в форме обязательной и добровольной сертификации, а также регистрация деклараций о соответствии лекарственных средств для ветеринарного применения;
- Доклинические испытания лекарственных средств для ветеринарного применения (в том числе изучение канцерогенности, эмбриотоксичности и тератогенности препаратов);
- Диагностические исследования на обнаружение и идентификацию возбудителей инфекционных болезней животных и птиц молекулярно-генетическими методами;
- Образовательные услуги: обучающие мероприятия для разных категорий специалистов в области ветеринарии.